# 山口泰明
山口 泰明（やまぐち たいめい、本名:やまぐち やすあき、1948年11月10日 - ）は、日本の政治家。衆議院議員（7期）、外務大臣政務官（第1次小泉内閣）、内閣府副大臣（第3次小泉改造内閣）、衆議院外務委員長、自由民主党選挙対策委員長などを歴任。

## 来歴

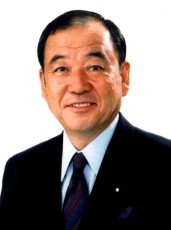
内閣府副大臣時（2005年）に公表された肖像

埼玉県比企郡川島町生まれ。日本大学第二高等学校、日本大学法学部政治経済学科卒。叔父が武州ガス会長で、その勧めにより、旭川ガスに入社。その後、坂戸ガス・武州ガスと各ガス会社に勤務している。
1996年の総選挙で初当選。以降、小選挙区で4回連続当選。
党総務、衆議院安全保障委員会理事、外務大臣政務官、等を歴任。第3次小泉改造内閣では内閣府副大臣を務めた。2006年9月に発足した安倍内閣では衆議院外務委員長に任命された。2007年9月、党副幹事長・党改革実行本部長代理に就任。2008年5月、党埼玉県総支部連合会会長に就任。
埼玉10区において、民主党の松崎哲久を4回に渡って退けたが、2009年8月30日の第45回衆議院議員総選挙では、政権交代を前面に出した松崎に圧倒され、小選挙区で初めて落選し、比例区でも次々点に終わり落選した。その後、自由民主党埼玉県連会長を辞任した。
2012年12月16日の第46回衆議院議員総選挙で、小選挙区で再び当選。その後、党経理局長に就任。
2014年9月、自民党役員人事で党財務委員長、選挙対策委員会副委員長に就任。同年12月14日の第47回衆議院議員総選挙で、小選挙区で6選。
うちわなど選挙区内でさまざまな物品を配っている、とうちわ等の選挙区における配布が問題化された際に指摘された。
2015年10月7日の内閣改造及び自民党役員人事により、党組織運動本部長に就任。
2017年の第48回衆議院議員総選挙で7選。
2019年9月11日の内閣改造及び自民党役員人事により、党組織運動本部長に再々任（連続5期）。
2020年9月15日の自民党役員人事により党選挙対策委員長に就任。
2021年7月、第49回衆議院議員総選挙に立候補しない意向が報じられた。後任候補者を選ぶ公募では次男の山口晋が選ばれた。
2023年3月29日、さいたま地検は公選法違反の罪で告発されていた山口泰明氏を不起訴処分とした。
2023年6月現在、坂戸ガス会長兼社長。

## 政策

### 憲法改正
- 憲法改正に賛成[11]。
- 集団的自衛権の見直しに賛成[11]。

### 消費税増税
- 2012年の公開アンケートにおいて、消費税を2014年4月に8%、2015年10月に10%まで引き上げる法律が成立したことについて「法律通りに引き上げるべきだ」と回答している[11]。
- 2014年の公開アンケートにおいて、「2017年4月に消費税率を10%に引き上げるべきだ」と回答している[12]。
- 2017年の公開アンケートにおいて、消費税を2019年10月に10%に引き上げることについて「賛成」と回答している[13]。

### その他
- 2001年には例外的に夫婦の別姓を実現させる会に賛同していた。2011年時点では民主党の選択的夫婦別姓法案に反対している[14]。一方、2014年の朝日新聞による調査では、「どちらとも言えない」としている[12]。
- 女性宮家創設に反対[11]。

## 人脈
- 山口は安倍晋三を、所属する派閥が違うものの（安倍が清和政策研究会所属であるのに対して、山口は平成研究会所属）、政策の一致などの点から支持している[15]。山口は、安倍を何度も地元埼玉での演説会や自分の「語る会」に招くなど、安倍との関係が深く[16]、安倍を支持する議員によって構成される再チャレンジ支援議員連盟に加盟している。

- 安倍を応援する山口は、2006年自由民主党総裁選挙で安倍の推薦人に名を連ねた[要出典]。また、安倍の辞意表明後の総裁選においては、自分の所属する津島派が麻生包囲網に参加して福田康夫を支持していたにもかかわらず、派閥の方針に反して安倍と政策が近い麻生太郎を推薦人として支持した[要出典]。山口は麻生が首相に就任した後も彼を支え続け、麻生おろしの中で麻生が逆風に立たされていたにもかかわらず、麻生を自身の選挙に応援演説に招くなど、最後まで麻生の支持を続けた。落選後に開催された「励ます会」には、麻生や安倍、政調会長の石破茂、幹事長の石原伸晃などの自民党の重鎮だけではなく、国民新党からも幹事長の下地幹郎が駆けつけ、山口の国政復帰を訴えた[17]。また、2011年10月26日に開催された「励ます会」でも、安倍や麻生、大島理森党副総裁、茂木敏充政調会長、額賀福志郎平成研究会会長・元財務相など自民党の重鎮が参加し山口の国政復帰を訴えた[18]。

- 山口が初当選した1996年の衆院選では鈴木宗男が党総務局長として指揮しており、鈴木を慕う同期会は「ムネムネ会」とも称され、固い結束を保った[19]。同会の中でも下地幹郎元郵政民営化担当大臣とは関係が深く、自民党が下野した民国連立政権下では、当時国民新党の幹部として与党側にいた下地が浪人中であった山口に対し、地元の要望などを政権内や霞が関に伝える際の窓口役まで請け負った[19]。

## 年表
- 1948年11月10日 - 埼玉県比企郡川島町に生まれる。
- 1973年 - 日本大学法学部政治経済学科を卒業。
- 1973年 - 旭川ガスに入社。
- 1979年 - 坂戸ガスに入社。
- 1996年 - 坂戸ガスの取締役に就任
- 1996年4月 - 自民党埼玉県第10区選挙区支部長に就任。埼玉医科大学顧問に就任
- 1996年6月 - 武州ガスの取締役に就任。
- 1996年10月 - 第41回衆議院議員総選挙に出馬、74,839票を得票し初当選。
- 2000年6月 - 第42回衆議院議員総選挙に出馬、110,836票を得票し2期目当選。
- 2000年12月 - 党総務会総務に就任。
- 2001年5月 - 外務大臣政務官に就任。
- 2002年3月 - 衆議院予算委員会委員に就任。
- 2002年9月 - 衆議院安全保障委員会筆頭理事に就任。
- 2002年10月 - 党総務及び国会対策副委員長に就任。
- 2003年10月 - 党副幹事長に就任。
- 2003年11月 - 第43回衆議院議員総選挙に出馬、87,489票を得票し3期目当選。
- 2004年10月 - 党政調副会長及び改革実行本部事務局次長に就任。
- 2005年9月 - 第44回衆議院議員総選挙に出馬、117,477票を得票し4期目当選。
- 2005年11月 - 第3次小泉改造内閣で内閣府副大臣に就任。
- 2006年9月 - 衆議院外務委員長及び党改革実行本部長代理に就任。
- 2007年8月27日 - 党副幹事長に就任。
- 2007年9月 - 衆議院外務委員会委員に就任。
- 2007年9月 - 党改革実行本部長代理に就任。
- 2008年5月 - 党埼玉県総支部連合会会長に就任。
- 2009年8月 - 第45回衆議院議員総選挙に自民党公認・公明党推薦で出馬、94,779票を得票するも小選挙区・比例区共に落選。
- 2012年12月 - 第46回衆議院議員総選挙に自民党公認・公明党推薦で出馬、85,846票を得票し5期目当選
- 2013年1月 - 党経理局長に就任
- 2014年9月 - 党財務委員長、党選挙対策委員会副委員長に就任
- 2014年12月 - 第47回衆議院議員総選挙に自民党公認・公明党推薦で出馬、83,544票を得票し6期目当選
- 2015年10月 - 党組織運動本部長に就任。
- 2017年10月 - 第48回衆議院議員総選挙に自民党公認・公明党推薦で7選
- 2020年9月 - 党選挙対策委員長に就任。
- 2021年10月 - 第49回衆議院議員総選挙に出馬せず、政界を引退。

## 所属団体・議員連盟
- 自民党たばこ議員連盟[21]
- 時代に適した風営法を求める議員連盟（パチンコ議連）
- 神道政治連盟国会議員懇談会[22]
- みんなで靖国神社に参拝する国会議員の会[22]
- 創生「日本」[22]
- 日本会議国会議員懇談会
- 日本教職員組合問題究明議員連盟
- 再チャレンジ支援議員連盟
- 日韓議員連盟（常任幹事）[2]
- 日華議員懇談会（幹事）[2]
- 釣魚議員連盟
- ボウリング振興議員連盟
- アジアの子供たちに学校をつくる議員連盟
- 宇宙開発議員連盟
- 日本・カザフスタン友好議員連盟（事務局長）
- 例外的に夫婦の別姓を実現させる会
- TPP交渉における国益を守り抜く会
- パチンコチェーンストア協会（政治分野アドバイザー）[23][24]